# Серково (Вологодская область)
Серково — деревня в Бабаевском районе Вологодской области.
Входит в состав Санинского сельского поселения, с точки зрения административно-территориального деления — в Санинский сельсовет.
Расположена на правом берегу реки Колпца. Расстояние по автодороге до районного центра Бабаево составляет 30 км, до центра муниципального образования деревни Санинская — 4 км. Ближайшие населённые пункты — Амосово, Дубинино, Седуново.
Население по данным переписи 2002 года — 1 человек.